# Independent Spirit de melhor filme estrangeiro
O Independent Film Spirit Award de melhor filme estrangeiro é um dos prêmios anuais do Independent Spirit Awards, concedido ao melhor filme estrangeiro de cada ano.

## Vencedores
- 2017 -  Chile - Una mujer fantástica
- 2016 -  Alemanha - Toni Erdmann
- 2015 -  Hungria - Saul fia
- 2014 -  Polónia /  Dinamarca - Ida
- 2013 -  França /  Bélgica /  Espanha - La vie d'Adèle (Azul É a Cor Mais Quente / A Vida de Adèle)
- 2012 -  França - Amour (Amor)
- 2011 -  Irão -  Jodaeiye Nader az Simin (A Separação / Uma Separação)
- 2010 -  Reino Unido - The King's Speech (O Discurso do Rei)
- 2009 -  França /  Reino Unido - An Education (Educação / Uma Outra Educação)
- 2008 -  França - Entre les murs (Entre os Muros da Escola / A Truma)
- 2007 -  Irlanda - Once (Apenas uma Vez / Somente uma Vez)
- 2006 -  Alemanha - Das Leben der Anderen (A Vida dos Outros)
- 2005 -  Palestina /  Países Baixos /  Alemanha /  França - Paradise Now (Paradise Now / O, Paraíso Agora!)
- 2004 -  Espanha - Mar adentro (Mar adentro)
- 2003 -  Nova Zelândia - Whale Rider (Encantadora de Baleias)
- 2002 -  México - Y tu mamá también (E sua mãe também / E a tua mãe também)
- 2001 -  França - Le fabuleux destin d'Amélie Poulain (O Fabuloso destino de Amélie Poulain / O Fabuloso destino de Amélie)
- 2000 -  Dinamarca - Dancer in the Dark (Dançando no Escuro / Dancer in the Dark)
- 1999 -  Alemanha - Lola rennt (Corra Lola, Corra / Corre Lola, Corre)
- 1998 -  Dinamarca - Festen (Festa de Família / A Festa)
- 1997 -  Canadá - The Sweet Hereafter (O Doce Amanhã)
- 1996 -  Reino Unido - Secrets & Lies (Segredos e Mentiras)
- 1995 -  Reino Unido - Pred doždot (Antes da Chuva / Anterior ao Chover)
- 1994 -  França /  Polónia /  Suíça  - Trois couleurs: Rouge (A Fraternidade é Vermelha / Três Cores: Vermelho)
- 1993 -  Nova Zelândia /  Austrália - The Piano (O Piano)
- 1992 -  Irlanda /  Reino Unido - The Crying Game (Traídos pelo Desejo / Jogo de Lágrimas)
- 1991 -  Nova Zelândia /  Austrália /  Reino Unido - An Angel at My Table (Um Anjo sobre a Mesa / Um Anjo Padece sobre a Mesa)
- 1990 -  Austrália - Sweetie (Querida / Meu Amor)
- 1989 -  Irlanda /  Reino Unido - My Left Foot (Meu Pé Esquerdo / O Meu Pé Esquerdo)
- 1988 -  Alemanha Ocidental - Der Himmel über Berlin (Asas do Desejo / As Asas do Desejo)
- 1987 -  Suécia - Mitt liv som hund (Minha Vida de Cachorro / Vida de Cão)
- 1986 -  Reino Unido - A Room with a View (Uma Janela para o Amor / Quarto com a Vista sobre a Cidade)
- 1985 -  Brasil - O Beijo da Mulher-Aranha (O Beijo da Mulher-Aranha)

## Países mais Vencedores
| Colocação | País               | Número de Vitórias | Ano (s)                            |
| --------- | ------------------ | ------------------ | ---------------------------------- |
| 01        | Reino Unido        | 7                  | 1986-1989-1991-1992-1995-1996-2009 |
| 02        | França             | 5                  | 1994-2001-2005-2008-2009           |
| 03        | Irlanda            | 3                  | 1989-1992-2007                     |
| 03        | Austrália          | 3                  | 1990-1991-1993                     |
| 03        | Nova Zelândia      | 3                  | 1991-1993-2003                     |
| 03        | Alemanha           | 3                  | 1999-2005-2006                     |
| 04        | Dinamarca          | 2                  | 1998-2000                          |
| 05        | Brasil             | 1                  | 1986                               |
| 05        | Suécia             | 1                  | 1987                               |
| 05        | Alemanha Ocidental | 1                  | 1988                               |
| 05        | Polónia            | 1                  | 1994                               |
| 05        | Suíça              | 1                  | 1994                               |
| 05        | Canadá             | 1                  | 1997                               |
| 05        | México             | 1                  | 2002                               |
| 05        | Espanha            | 1                  | 2004                               |
| 05        | Palestina          | 1                  | 2005                               |
| 05        | Países Baixos      | 1                  | 2005                               |
| 05        | Irão               | 1                  | 2011                               |